# Amerykańskie Towarzystwo Biblijne
Amerykańskie Towarzystwo Biblijne (ang. American Bible Society, ABS) – organizacja założona w roku 1816 z już istniejących lokalnych towarzystw biblijnych w celu wydawania, rozpowszechniania i tłumaczenia tekstu Biblii. Jest członkiem założycielem Zjednoczonych Towarzystw Biblijnych. Główna siedziba ABS znajduje się w Nowym Jorku.

## Działalność

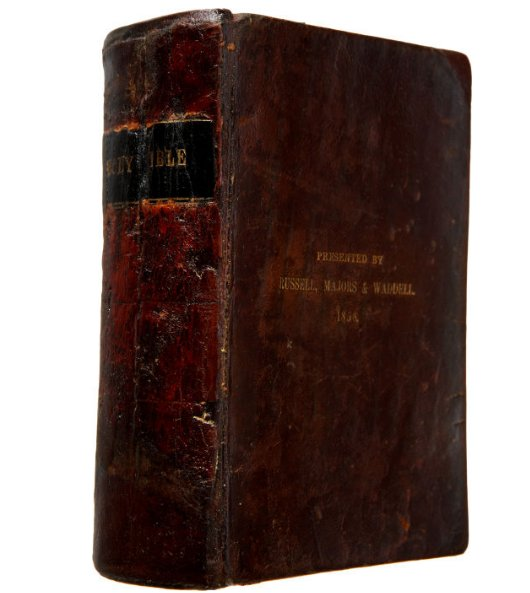
Biblia Pony Express, (KJV z 1858)

Amerykańskie Towarzystwo Biblijne jako pierwsze rozpowszechniało Biblie, umieszczając je w hotelach oraz dostarczając podróżnym. Jako pierwsze w roku 1835 opracowało Biblię dla niewidomych. W roku 1860 dostarczało Biblie firmie Pony Express Rider dla podróżujących dyliżansami przez Stany Zjednoczone. Opracowało kieszonkowe wydania Biblii dla żołnierzy biorących udział w wojnie secesyjnej (1861–1865). Od 1948 roku przygotowuje oparte na Biblii programy telewizyjne i radiowe. Od 1957 roku wydaje dźwiękowe nagrania Biblii, początkowo na płytach winylowych. Są one dostępne w 44 językach.
Amerykańskie Towarzystwo Biblijne publikuje głównie tłumaczenia Good News Bible oraz Contemporary English Version. Przekład Good News Bible opublikowany w 1966 roku tylko w pierwszym roku sprzedał się w ilości ponad 7,7 miliona egzemplarzy.
ABS stawia sobie za cel dotrzeć do osób na całym świecie, które w inny sposób nie miałyby dostępu do Biblii. Rozprowadza egzemplarze Biblie wśród:
- żołnierzy armii amerykańskiej (w kraju i za granicą)
- weteranów wojennych
- rodzin żołnierzy
- ofiar klęsk żywiołowych
- więźniów
- trudnej młodzieży
- sierot.

## American Bible Union (1850–1883)
Towarzystwo Biblijne American Bible Union powstało w roku 1850 w wyniku sporu wewnątrz Amerykańskiego Towarzystwa Biblijnego. Baptyści należący do ATB chcieli, aby Towarzystwo opracowało przekład Nowego Testamentu, który ich zdaniem dokładniej odzwierciedlałyby tekst oryginalny. Jednym z powodów konfliktu było tłumaczenie greckiego słowa βαπτιζω (baptizo – „chrzcić”, „zanurzyć”). Większość angielskich przekładów dokonuje transliteracji terminu greckiego bez jego tłumaczenia.
Kompletny przekład Nowego Testamentu opublikowano w roku 1862, a wydanie drugie poprawione w 1865 (The New Testament of our Lord and Savior Jesus Christ). Następnie w latach 1856–1884 opublikowano także serię tomów Starego Testamentu. W roku 1883 American Bible Union zaprzestało działalności, którą kontynuowali amerykańscy baptyści. W roku 1891 wydano zrewidowane wydanie Nowego Testamentu (miało ono dwie wersje – w jednym termin baptizo tłumaczono jako „zanurzyć”, a w drugim pozostawiono transliterację). W roku 1912 ukazało się kompletne wydanie Pisma Świętego przygotowane przez American Bible Union (The Holy Bible Containing the Old and New Testaments, An Improved Edition).